# Karol Wędziagolski
Karol Wędziagolski (ur. 8 września 1885 w Jaworowie, zm. 20 lipca 1974 w São Paulo w Brazylii) – polski rewolucjonista, polityk, pamiętnikarz, związany z Borysem Sawinkowem.

## Życiorys
Urodził się w majątku Jaworów, w ówczesnym powiecie wileńskim guberni wileńskiej, w starej rodzinie szlacheckiej. W młodości związany z radykalnymi socjalistycznymi organizacjami rosyjskimi. Absolwent Korpusu Kadetów w Petersburgu, następnie był urzędnikiem w Petersburgu. Po wybuchu I wojny światowej powołany do armii Imperium Rosyjskiego, walczył na froncie austriackim, głównie w Karpatach. Po rewolucji lutowej i obaleniu caratu blisko związał się z antybolszewicką partią socjalistów-rewolucjonistów (eserowców)) i osobiście z jednym z jej przywódców Borysem Sawinkowem. Wybrany na  komisarza i prezesa komitetu rewolucyjnego  8. Armii  (Front Południowo-Zachodni), z siedzibą w Czerniowcach. Reprezentował umiarkowaną linię dążąc do zachowania militarnej i organizacyjnej spójności armii, wykorzystania jej do rozbicia bolszewików, ale też do niedopuszczenia do restauracji caratu. Był zwolennikiem jak najszybszego zawarcia pokoju z państwami centralnymi, walczącymi z Rosją. 
Po przewrocie bolszewickim (rewolucji październikowej) wyjechał z Petersburga i przyłączył się do Armii Ochotniczej gen. Ławra Korniłowa i Michaiła Aleksiejewa, gdzie był członkiem Dońskiej Rady Obywatelskiej – ciała politycznego przy tej armii. Następnie delegowany jako przedstawiciel Korniłowa do rządu Ukraińskiej Republiki Ludowej do Kijowa. Przyjechał tam już po obaleniu tego rządu i ukrywał się najpierw przed bolszewikami, a potem przed władzami Hetmanatu (hetman Pawło Skoropadski). W czasie pobytu w Kijowie nawiązał kontakt z POW i wstąpił do tej organizacji, nie zaprzestając przy tym antybolszewickiej i antyskoropadskiej działalności jako przedstawiciel tajnej misji Korniłowa. 
Przebywał przez pół roku w niemieckim więzieniu w Kijowie. 18 grudnia 1918 wyjechał z Kijowa do Warszawy. Z ramienia polskich władz nawiązał współpracę z rosyjskimi emigracyjnymi ugrupowaniami antybolszewickimi i brał udział w organizacji wojsk Białych w Polsce. Po zawarciu pokoju polsko-sowieckiego i po internowaniu Białych Wędziagolski na znak protestu wystąpił ze służby i zamieszkał w Jaworowie.
W lipcu 1934 Sąd Handlowy w Łodzi ogłosił upadłość Zakładów Przemysłu Bawełnianego „Ludwik Geyer" SA. Syndykiem masy upadłości został mianowany Karol Wędziagolski, któremu sąd zalecił utrzymanie fabryki w ruchu. Dzięki wprowadzonym oszczędnościom, ograniczeniu inwestycji oraz zredukowaniu zadłużenia poprzez układy z wierzycielami, zdołał on podnieść stan zatrudnienia i zwiększyć produkcję. Po czterech latach sąd uznał sytuację firmy za dobrą, i wobec postępującej poprawy koniunktury gospodarczej, w czerwcu 1938 r. zdecydował o podniesieniu upadłości spółki. Jednak pomyślnie postępującą sanację zakładów przerwała agresja III Rzeszy i ZSRR na Polskę.   
Po agresji ZSRR na Polskę przekroczył z rządem granicę polsko-rumuńską. Z Rumunii dojechał do Rzymu – gdzie mieszkała jego siostrzenica Janina Clarotti – z domu Rutkowska (żona Giorgio Clarottiego), i spotkał się z żoną Janiną i córkami Hanną, Janiną i Edwardą i pieskiem Pusią, które 19 lutego 1940 wyleciały z Rygi do Szwecji samolotem a koleją przez Holandię i Francję dotarły do Rzymu 26 marca 1940.  
Karol był związany z ostatnim rządem (najmłodsza córka Edwarda otrzymała imię na cześć Śmigłego Rydza, który był jej ojcem chrzestnym) i nie miał szans na wyjazd do Francji czy Wielkiej Brytanii. Ponieważ nie mogli uzyskać wizy do USA czy Kanady – wyjechali do Brazylii. 27.04.1941 wylądowali w Rio de Janeiro po 14 dniowej podróży statkiem SS Cabo-de-buena-esperanza z Lizbony i udali się do São Paulo.
Po 1956 roku udało mu się znaleźć pracę w administracji w nowo powstałej fabryce Mercedesa w São Paulo, utworzonej i zarządzanej przez Alfreda Jurzykowskiego.
W kraju tym napisał wspomnienia, nagrodzone szeregiem nagród przez Polonię (1972 – nagroda Związku Pisarzy Polskich na Obczyźnie, 1973 – nagroda Wiadomości, 1974 – nagroda Fundacji im. Kościelskich). Wydana w 1972 i 1987 w Londynie, w 1989 nielegalnie w Polsce i w 2007.
Miał trzy córki: Anna (1924 – 1959), Janina (1926 – 1958), Edwarda (1929-1974<). Anna wyszła za Portugalczyka Caballero i urodziła trzech synów i zmarła gdy chłopcy mieli około 6 lat. Mąż ożenił się z Kanadyjką i zmarł. Chłopcy wyjechali z matką do Kanady.
Janina zginęła w napadzie rabunkowym.
Pochowany na cmentarzu Itaquera w São Paulo Brazylia.

## Ordery i odznaczenia
- Krzyż Kawalerski Orderu Odrodzenia Polski (27 listopada 1929)[2]
- Medal Niepodległości (27 czerwca 1938)[3]

## Rodzina
Brat architekta Pawła Wędziagolskiego i pułkownika Bronisława Wędziagolskiego.  
Siostra Anna wyszła za mąż za Tadeusza Argasińskiego, pułkownika łączności WP, v-ministra łączności do IX 1939.  

## Wybrane publikacje
- Boris Savinkov: portrait of a terrorist, ed. by Tadeusz Świętochowski, transl. by Margaret Patoski, Clifton, N. J.: The Kingston Press 1988.
- Pamiętniki: wojna i rewolucja, bolszewicki przewrót, kontrrewolucja, warszawski epilog, Londyn: Polska Fundacja Kulturalna 1972 (wyd. 2 - 1987, wyd. 3 - Warszawa: „Gryf” 1989, wyd. 4 - Warszawa: Wydawnictwo Iskry 2007, wyd. 5 - Wilno: Wydawnictwo „Czas” 2009).